# 斯维亚托斯拉夫入侵保加利亚
斯维亚托斯拉夫入侵保加利亚，指的是基辅罗斯、保加利亚、拜占庭帝国三方开始于967或968年，结束于971年，在东巴尔干爆发的一系列战斗。基辅罗斯王公斯维亚托斯拉夫应拜占庭帝国邀请，出兵进攻保加利亚第一帝国并大败其军，并在随后两年中占领了其领土的北部与东北部 。拜占庭帝国不愿见到一个新强国在自己的边境崛起，因而打破同盟，出兵击败罗斯人，后者被迫撤回国内，保加利亚东部被拜占庭帝国吞并。
927年，拜占庭帝国与保加利亚第一帝国缔结和平条约，结束了长期的战争，建立了四十年的和平。两个国家都因此繁荣发展，但国力的平衡逐渐倒向拜占庭一边，拜占庭军在东部边境的战斗中夺取阿拔斯哈里发国的许多领土，并在保加利亚周围建立了一个同盟体系。到965或966年，好战的拜占庭新皇帝尼基弗鲁斯二世·福卡斯（963－969年在位）拒绝缴纳和约中规定的须付给保加利亚的岁币并向其宣战。但由于他专注于东方战争，尼基弗鲁斯选择利用代理人与保加利亚作战，邀请罗斯王公斯维亚托斯拉夫入侵保加利亚。
拜占庭帝国此举原本只是对保加利亚施加外交压力的手段，但斯维亚托斯拉夫的战斗超出了他们的预想，他于967－969年征服了位于巴尔干东北部的保加利亚核心地区，俘获了保加利亚沙皇鲍里斯二世，并以其为傀儡统治保加利亚，他甚至还想向南进攻拜占庭帝国本土。拜占庭帝国不能容忍他在巴尔干建立一个强大的罗斯-保加利亚国家，先是在970年的阿卡第波利斯战役击败了意欲南下色雷斯的罗斯军队，随后皇帝约翰一世（969－976年在位）御驾亲征，于971年北上保加利亚，攻陷其都城普雷斯拉夫，并将斯维亚托斯拉夫围困在多罗斯托隆（Δουρόστολον，今锡利斯特拉）要塞中，围攻三个月之后，斯维亚托斯拉夫投降，同意撤出保加利亚。约翰一世此后正式将保加利亚东部并入拜占庭帝国，但巴尔干中西部各地大多保持了自己的独立，随后科米托普里王朝在这些地区一度重建了保加利亚帝国，但1018年最终被拜占庭帝国攻灭。

## 背景

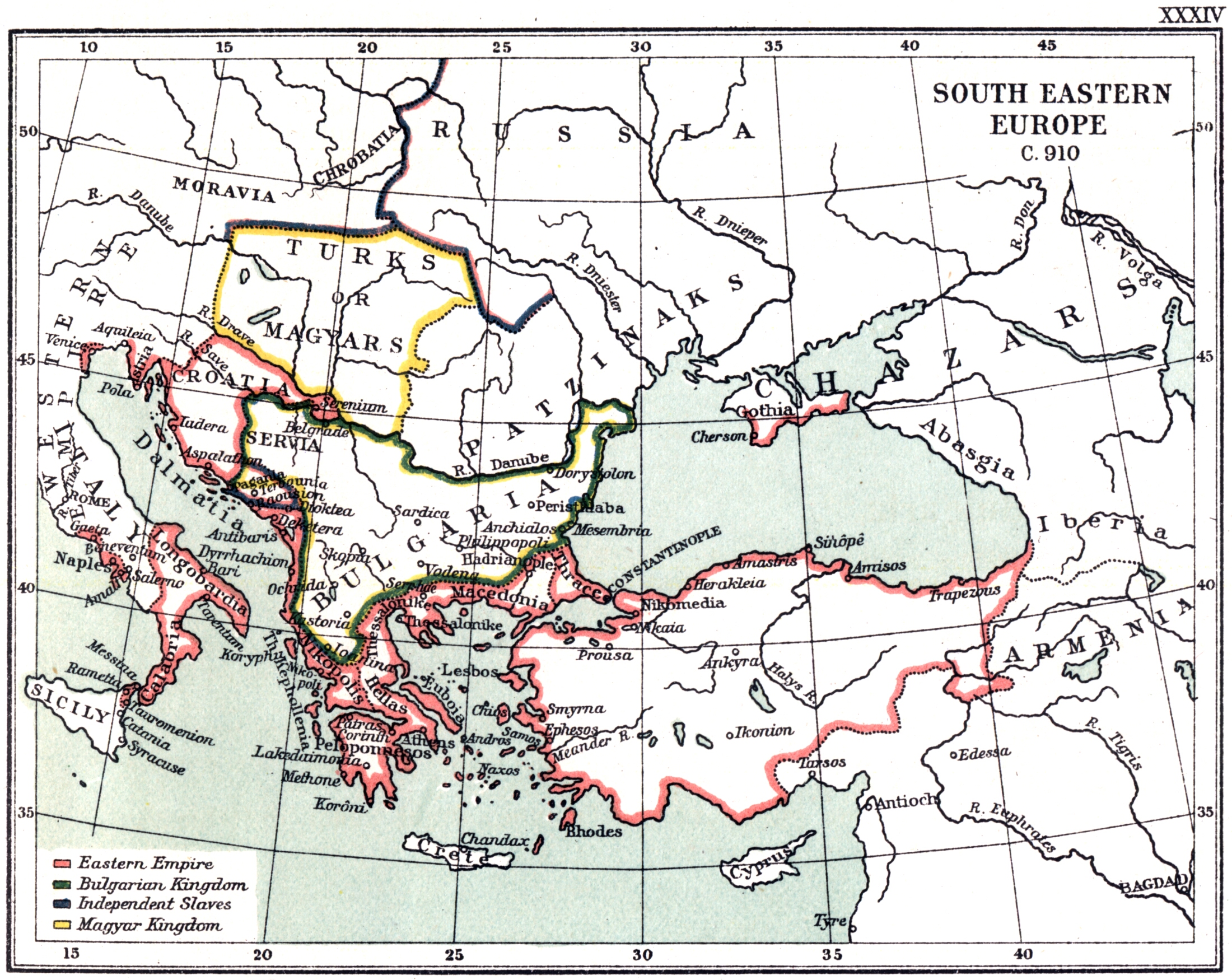
约910年的巴尔干半岛

10世纪初，两大强国主宰着巴尔干半岛：拜占庭帝国控制着半岛南部及海岸地带，保加利亚第一帝国则控制着半岛中部与北部。这一世纪最初几十年中，保加利亚沙皇西美昂（893－927年在位）占据主导地位，以一系列战争自拜占庭手中夺取许多领土，并迫使后者承认了他的皇帝头衔。西美昂于927年5月去世后不久，两国实现和解，并在同年签订和约、进行联姻以使之正式化。西美昂的次子与继承人彼得一世（927－969年在位）与拜占庭皇帝罗曼努斯一世（920－944年在位）的孙女伊琳娜·莱卡佩内结婚，拜占庭帝国也认可了他的皇帝头衔。为了维持和平，拜占庭帝国需要向保加利亚支付岁币（为了掩饰，拜占庭称之为付给伊琳娜的津贴）。
这一和平协议维持了近四十年，因为和平符合双方的利益。保加利亚的北部边界虽有多瑙河的屏障，但仍受到北部游牧民族，如马扎尔人和佩切涅格人的威胁，他们在保加利亚的袭击遍及各地，偶尔甚至到达拜占庭领土，与拜占庭的和平意味着北方袭击的减少，因为佩切涅格人的许多袭击实际上是因拜占庭帝国的贿赂而来的。彼得一世的统治虽没有西美昂时期的辉煌军事胜利，但仍是保加利亚史上的一段“黄金时代”，国内经济繁荣，形成了活跃的城市社会。
拜占庭帝国也利用西部的和平在东部发起攻势，对抗阿拔斯哈里发国，约翰·库尔库阿斯与尼基弗鲁斯·福卡斯等将领在东部取得了一系列胜利，大大扩张了帝国的领土。与此同时，内部的军事改革也培养出了一支战斗力更强，专注于进攻的拜占庭军队。帝国也没有忽略巴尔干事务，持续努力改善与中欧、东欧民族的关系，巧妙地改变了巴尔干半岛的实力平衡。帝国在克里米亚的前哨赫尔松与佩切涅格人及新兴的基辅罗斯保持着贸易往来；拜占庭传教士使马扎尔人基督教化；西巴尔干的南斯拉夫王公，特别是在察斯拉夫·科洛尼米洛维奇终结保加利亚对塞尔维亚的统治之后， 再次承认了帝国的宗主权。在保加利亚周边开展外交是拜占庭的传统外交政策：拜占庭鼓动佩切涅格人或可萨人进攻保加利亚已成为帝国向保加利亚施加压力的传统手段。
拜占庭皇帝罗曼努斯二世在963年突然去世，大将尼基弗鲁斯·福卡斯借机篡位，与先帝两个年幼的儿子共治，自己为实际掌权的高级皇帝，称尼基弗鲁斯二世（963－969年在位）；新皇帝是安纳托利亚军事贵族阶层的杰出代表，专注于东方事务，亲自率军夺回了塞浦路斯和奇里乞亚。 965年末或966初，保加利亚的使者到他的宫廷收取岁币时，尼基弗鲁斯因最近的胜利而增强了自信，指出保加利亚君主的要求过于放肆，拒绝支付，并宣称自约963年保加利亚皇后伊琳娜死后，拜占庭的付款义务已经终止。他命手下殴打使者，并让他们回国传达他的威胁与辱骂。之后他派遣部队到色雷斯，举行盛大的阅兵以炫耀武力，并攻打了几座保加利亚边境堡垒。尼基弗鲁斯破坏和约的行为也是对彼得一世最近与马扎尔人签订的条约的回应：该条约允许马扎尔人穿越保加利亚领土、袭击拜占庭帝国，以换取他们不再攻击保加利亚领土的承诺。
彼得一世不愿开战，因此把自己的两个儿子罗曼和鲍里斯作为人质送到君士坦丁堡。尼基弗鲁斯二世虽不为所动，但他没有能力或不愿进攻保加利亚，因为他的部队多在东方作战，且拜占庭的历史教训也使他不愿远征多山且森林茂密的保加利亚国土。因此他遵从拜占庭的传统战略，即唆使一支东欧部族进攻保加利亚。966年末或967年初，他派赫尔松市民“贵族”卡洛基罗斯出使罗斯王公斯维亚托斯拉夫的宫廷。拜占庭帝国已与基辅罗斯保持了长期的联系，双方还签订有条约。拜占庭许诺事成后付给罗斯人大笔报酬（据拜占庭史家助祭利奥的说法，达1500磅黄金），引诱他们自北面进攻保加利亚。尼基弗鲁斯向斯维亚托斯拉夫求助有些不寻常，因为这种任务以前一般是交给佩切涅格人执行。学者A·D·斯托克斯（A.D. Stokes）研究这场战争的背景与时间线后，提出拜占庭此举还有第二个动机——转移斯维亚托斯拉夫的注意力，因为他最近才毁灭了可萨汗国，附近的拜占庭前哨赫尔松可能会受威胁。

## 罗斯远征

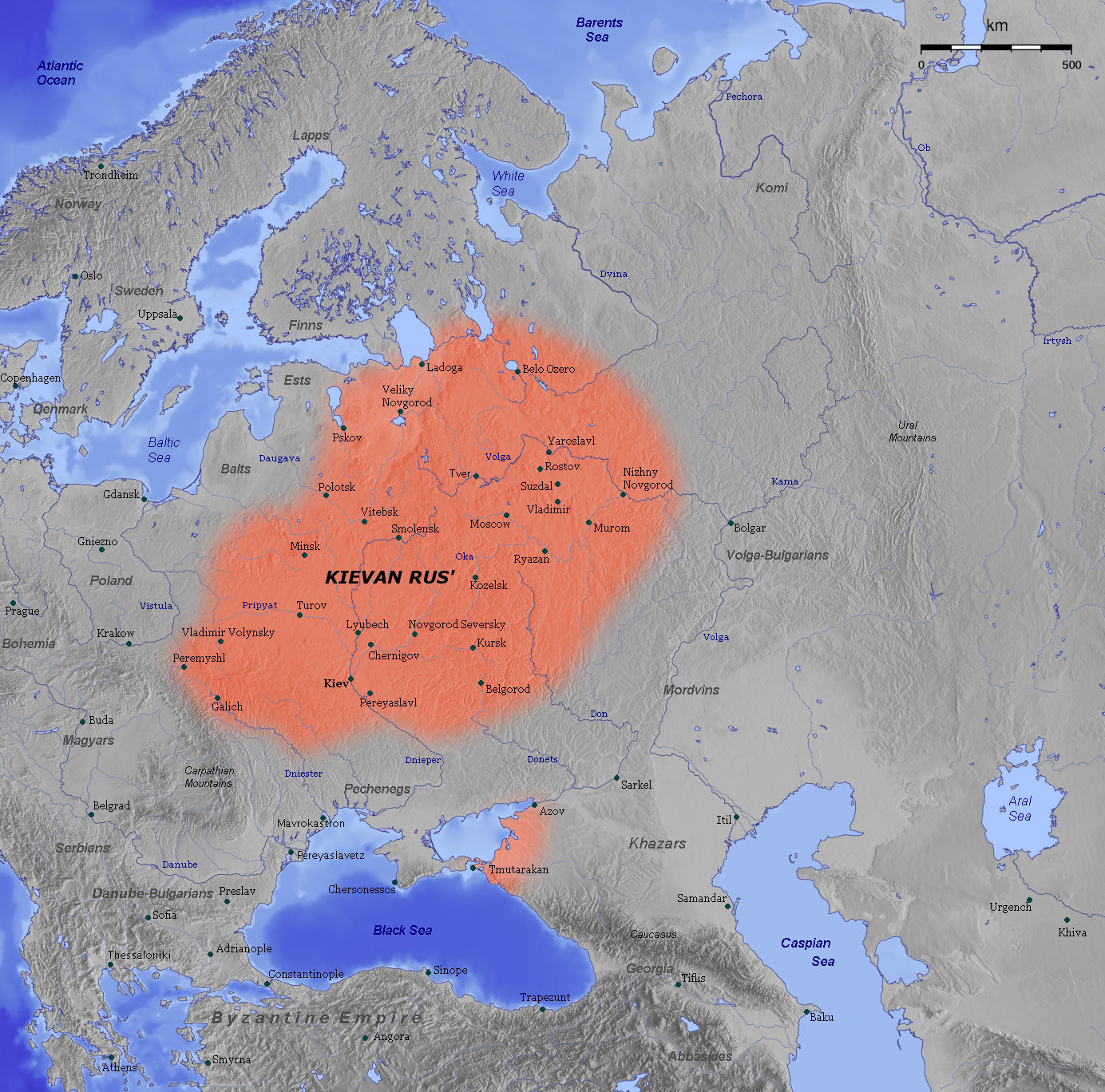
10世纪中期的基辅罗斯

斯维亚托斯拉夫热情地同意了拜占庭帝国的请求，967年或968年的8月，罗斯大军跨越多瑙河，进入保加利亚领土，并在锡利斯特拉战役中击败了3万保加利亚军队，占领了多布罗加的大部分。保加利亚学者瓦西里·兹拉塔尔斯基研究认为，斯维亚托斯拉夫夺取了保加利亚东北部的80个城镇，它们被劫掠、摧毁，但没有被长期占领。沙皇彼得一世闻讯后癫痫或中风发作。罗斯大军随后进入佩雷亚斯拉韦茨，保加利亚人则撤退到多罗斯托隆（Δουρόστολον，今锡利斯特拉）的堡垒中。次年，斯维亚托斯拉夫带着一部分军队离开，抵御佩切涅格人对基辅的进攻 （可能是由拜占庭帝国煽动的，据《往年纪事》的说法则是保加利亚诱使的），与此同时，沙皇彼得一世遣使拜占庭，西欧人克雷莫纳的利乌特普兰德记载了此场景。与上次不同，保加利亚的使者得到了良好的接待，但尼基弗鲁斯二世自认形势有利，提出了苛刻的条件：沙皇彼得要把皇位让给其子鲍里斯，还要把鲍里斯的女儿嫁给拜占庭的两个共治小皇帝巴西尔和君士坦丁。
彼得一世随后退居修道院，969年去世，拜占庭同意把鲍里斯放回保加利亚继位，称沙皇鲍里斯二世。此时来看，尼基弗鲁斯的计策似乎很成功。 但是，斯维亚托斯拉夫在南方的短暂停留激起了他征服这片肥沃土地的愿望，之前出使罗斯的拜占庭使者卡洛基罗斯自己渴望皇位，可能也在其中起到推波助澜的作用；因此，他击败佩切涅格人后便留下摄政统治罗斯，再次将目光投向南方。

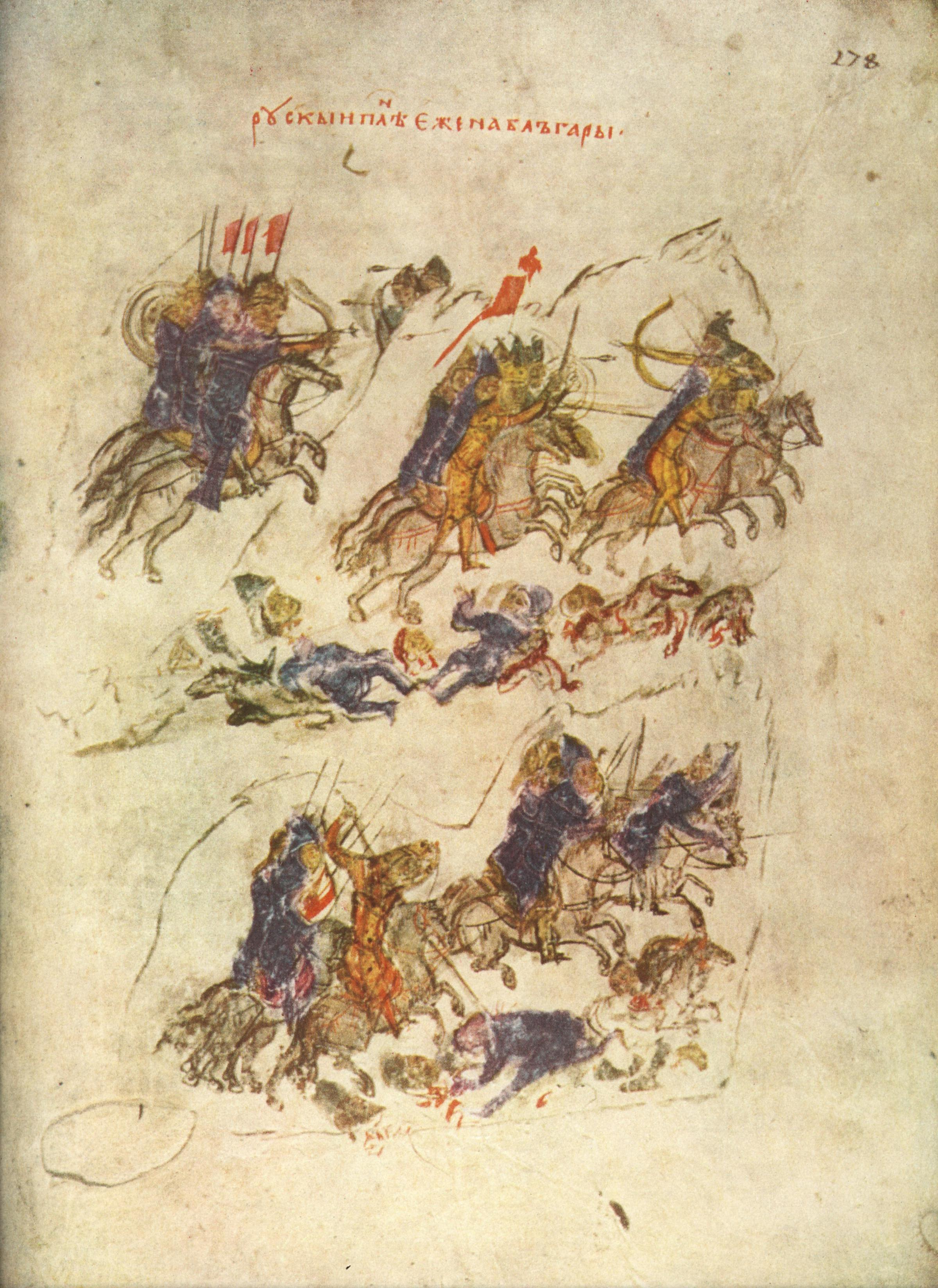
《君士坦丁·马纳塞斯编年史》14世纪抄本插图：罗斯人入侵

969年夏，斯维亚托斯拉夫带着罗斯军及佩切涅格、马扎尔同盟军南下保加利亚。在他离开这段时间，鲍里斯二世已经收复了佩雷亚斯拉韦茨。罗斯军再次进攻该城，尽管守军坚决抵抗，城池还是被攻陷。之后鲍里斯二世与弟弟罗曼便宣布投降，罗斯人控制了保加利亚东部与北部，在多罗斯托隆及保加利亚首都普雷斯拉夫设立驻军。鲍里斯二世仍住在首都，名义上仍享有权威，成为斯维亚托斯拉夫的附庸；实际上，他只是一个傀儡 ，保留他只是为了减少保加利亚人民对罗斯人统治的怨恨。斯维亚托斯拉夫似乎在争取保加利亚人心方面比较成功，许多保加利亚士兵都加入了他的军队，部分原因可能是获得大量战利品的前景，他的反拜占庭计划也吸引了他们，另外共同的斯拉夫传统可能也有利于缓和关系。斯维亚托斯拉夫个人也小心谨慎，避免疏远他的新臣民：他禁止他的部队劫掠乡村或破坏和平投降的城市。
因此，尼基弗鲁斯的计划似乎适得其反：拜占庭帝国并没有得到一个虚弱的保加利亚，反而罗斯人在帝国北疆建立了一个好战的新国家，并且斯维亚托斯拉夫毫不掩饰自己南下攻击拜占庭领土的意图。拜占庭皇帝试图让保加利亚人继续与罗斯人作战，但没有成功。不久之后，尼基弗鲁斯二世于969年12月11日被阴谋者刺杀，其外甥，将领约翰一世·齐米斯凯斯继位（969－976年在位）。新皇帝遣使斯维亚托斯拉夫提议谈判，但后者声称，拜占庭帝国要么支付一笔巨额赎金以换取他撤军，要么最好还是放弃欧洲领土退到小亚细亚。刚刚即位的皇帝此时专注于巩固自己的地位，镇压强大的福卡斯家族及其支持者在小亚细亚的叛乱，因此，他把巴尔干的战事交给自己的姐夫，“禁军统帅”巴尔达斯·斯科莱罗斯与宦官、“军营大总管”彼得。
970年初，一支罗斯大军（包含保加利亚、佩切涅格、马扎尔同盟军）翻过巴尔干山脉向南行进，劫掠了腓力波利斯（Φιλιππούπολη，今普罗夫迪夫），据助祭利奥的记载，罗斯人对幸存的2万市民施以刺刑。同年早春，巴尔达斯·斯科莱罗斯率1-1.2万人的军队与罗斯人在阿卡第波利斯（今吕莱布尔加兹）附近相遇。兵力不占优势的拜占庭军队假装败退，引诱对方的佩切涅格盟军离开主力部队进入伏击阵地。罗斯军主力随后陷入恐慌而溃逃，遭受了极重的伤亡，随后撤回巴尔干山脉以北；这给了约翰一世镇压内部动乱、聚集军力的时间。

## 拜占庭反击

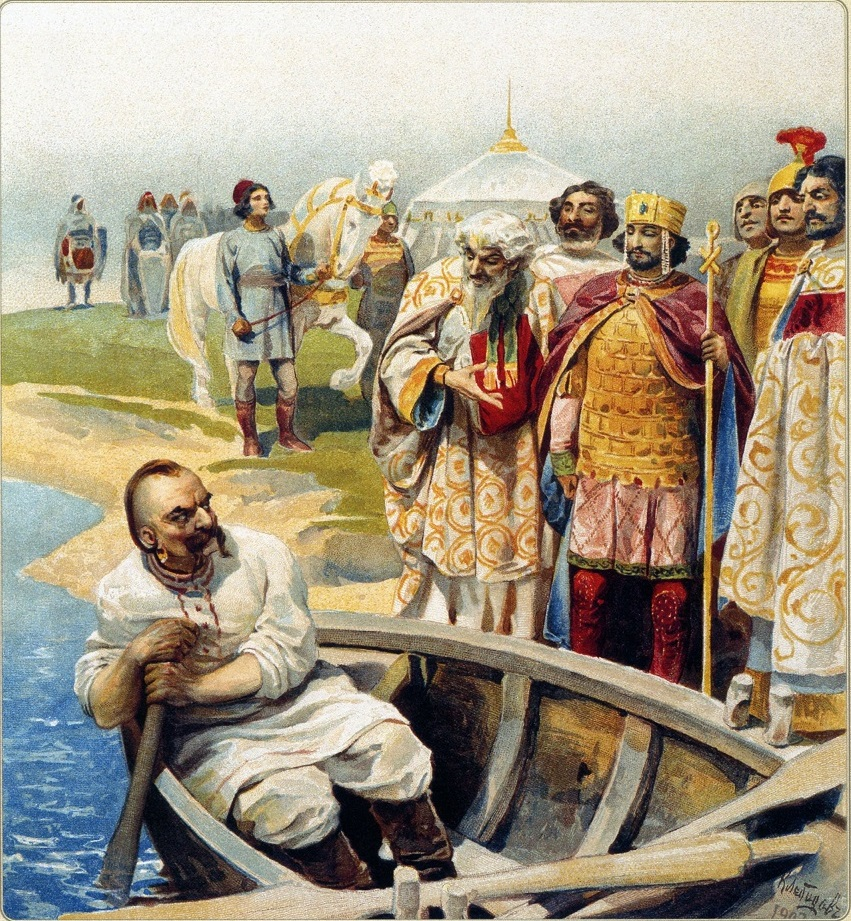
19世纪俄罗斯画家克拉夫迪·列别捷夫绘制的约翰一世与斯维亚托斯拉夫见面的场景

970年，约翰一世忙于镇压小巴尔达斯·福卡斯的叛乱，971年初，他率军开始了对付罗斯人的战役，把部队从小亚细亚转移到色雷斯，并聚集了辎重与攻城武器。拜占庭海军陪同陆军远征，其任务是装载部队在敌军的后方登陆，切断他们过多瑙河的退路。皇帝选择在971年的复活节周进攻，打了罗斯军一个措手不及，巴尔干山脉的隘口完全无人防守，这可能是由于罗斯人正忙于镇压保加利亚的叛乱，学者A·D·斯托克斯（A.D. Stokes）认为，罗斯人也可能是因阿卡第波利斯战后达成的和平协议而骄傲自大。
约翰一世亲自统帅的拜占庭军约有3万-4万人，以快速的行军，未受干扰就到达普雷斯拉夫城外，并在城墙下击败了罗斯军，开始围攻城市。罗斯人与保加利亚人的驻军由罗斯贵族斯维内尔德统帅，进行了坚决的抵抗，但城池还是于4月13日被拜占庭军攻破。俘虏中有沙皇鲍里斯二世与他的家人，他们与保加利亚的皇权象征物一起被运回君士坦丁堡。斯维亚托斯拉夫率领的罗斯主力在拜占庭军到来之前撤到多瑙河畔的多罗斯托隆要塞，他害怕保加利亚人叛乱，处死了300名贵族并将许多人投入监狱。拜占庭军则在前进路上未受抵抗，许多堡垒的保加利亚驻军都和平投降。
拜占庭军接近多罗斯托隆时，遇到了部署在城墙前一块空地的已做好战斗准备的罗斯部队。战斗漫长且艰苦，最后拜占庭军在约翰一世下令具装骑兵冲锋的那天取胜，罗斯人的阵型被打破，逃回要塞之中。随后的围攻战持续了三个月，在此期间，拜占庭在海陆两面封锁了城市，罗斯人多次尝试突围，双方激战三次，拜占庭军都获得胜利。7月下旬的最后一次也是最残酷的战斗过后，罗斯人被迫投降。拜占庭史家记载，原本有6万人的罗斯军此时只剩2.2万人。约翰一世与斯维亚托斯拉夫会面并达成和平协议：剩下的罗斯人可以离开，但要放弃俘虏与战利品，帝国重新确认了基辅罗斯的贸易权，换取对方不再攻击帝国领土的誓言。斯维亚托斯拉夫此后并没有活多久，在返回家园的路上，罗斯军在第聂伯河遭遇佩切涅格人的伏击，他本人被杀。

## 后果

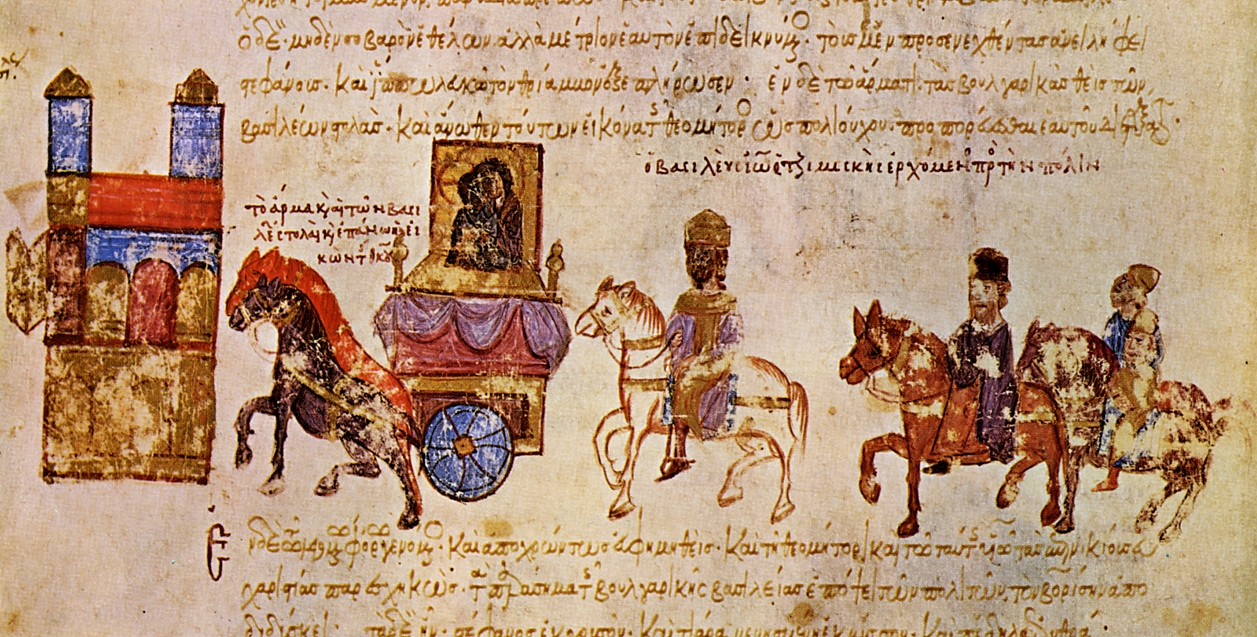
《马德里的斯基里泽斯历史抄本》插图，描绘约翰一世的凯旋：皇帝骑着白马，其前的马车上有圣母的圣像与保加利亚的皇室象征，骑马跟随皇帝的就是保加利亚沙皇鲍里斯二世

整场战事以拜占庭帝国的完全胜利告终，而且约翰一世充分利用了战后的优势。尽管他最初承认鲍里斯二世是保加利亚的合法沙皇，但多罗斯托隆一战后他改变了想法。胜利后在君士坦丁堡举行凯旋式时，皇帝骑白马跟随载有圣母圣像与保加利亚皇室象征的马车进入金门，鲍里斯与他的家人则跟在皇帝后面。游行队伍到达君士坦丁广场后，鲍里斯的皇家象征被当众剥去，保加利亚皇冠则在圣索菲亚大教堂被奉献给上帝。
至少在拜占庭帝国眼中，这标志着保加利亚不再是一个独立国家。多瑙河畔设置了拜占庭将军，管辖保加利亚东半部。普雷斯拉夫被重命名为“约翰波利斯”以纪念约翰一世的成就；多罗斯托隆（也可能是佩雷亚斯拉韦茨）更名为狄奥多尔波利斯，因为据说圣人将军狄奥多尔曾在多罗斯托隆的最后一战中显灵。约翰一世还把保加利亚牧首区降为附属于君士坦丁堡牧首的大主教区，并将保加利亚皇族与许多贵族迁到君士坦丁堡或小亚细亚居住，安排亚美尼亚人在腓力波利斯（今普罗夫迪夫）附近定居。但在东保加利亚以外，拜占庭的统治只名义上存在于其主要城市。约翰一世与前任尼基弗鲁斯·福卡斯一样，主要重视东部事务，随着罗斯人威胁消失，保加利亚方向似乎恢复了和平，于是他的注意力又转回叙利亚。拜占庭帝国并没有采取确保巴尔干领土的协同行动，因此，巴尔干中北部及马其顿地区那些既没有被罗斯人进攻也没有被拜占庭军干涉的地区仍像以前一样被本地的保加利亚上层统治。
借976年约翰一世死后拜占庭爆发内战之机，由“伯爵”尼古拉斯的四个儿子领导的保加利亚抵抗运动逐渐在这些地区爆发。他们后来被称为科米托普里王朝（意为“伯爵之子们”），其中最杰出的一位——萨缪尔以马其顿为中心，恢复了保加利亚国家，并在997年加冕为沙皇。他是个勇猛的战士，领导了一系列攻击拜占庭帝国的战役，最远到达伯罗奔尼撒，并与拜占庭皇帝巴西尔二世（976-1025年在位）长期作战，但最终保加利亚于1018年被拜占庭彻底征服。由于971年的事件，拜占庭帝国只将他看作是反抗帝国权威的逆贼而非一国之君，没有让他享有971年前保加利亚君主与拜占庭君主的平等地位。 

## 引用
1. ↑  Stephenson 2000，第18–23頁
2. ↑  Whittow 1996，第292頁
3. 1 2  Stephenson 2000，第23–24頁
4. ↑  Whittow 1996，第292–294頁
5. ↑  Runciman 1930，第184頁
6. ↑  Whittow 1996，第317–326頁
7. ↑  Treadgold 1997，第479–497頁
8. ↑  Runciman 1930，第185頁
9. ↑  Whittow 1996，第293–294頁
10. ↑  Stephenson 2000，第47頁
11. ↑  Stephenson 2000，第30–31頁
12. ↑  Haldon 2001，第96–97頁
13. ↑  Treadgold 1997，第498–499頁
14. ↑  Treadgold 1997，第499–501頁
15. ↑  Stephenson 2000，第47–48頁
16. ↑  Fine 1991，第181頁
17. 1 2 3 4  Obolensky 1971，第128頁
18. ↑  Zlatarski 1971，第545頁
19. 1 2 3  Stephenson 2000，第48頁
20. ↑  Fine 1991，第182頁
21. 1 2  Haldon 2001，第97頁
22. ↑  Whittow 1996，第260, 294頁
23. ↑  Fine 1991，第181–182頁
24. ↑  Zlatarski 1971，第553頁
25. ↑  Andreev & Lalkov 1996，第111頁
26. ↑  Zlatarski 1971，第554–555頁
27. ↑  斯维亚托斯拉夫说：“住在基辅不合我意，我要居住在多瑙河畔的佩雷亚斯拉韦茨，她将成为我国土的中心，因为所有美妙的东西都在这里汇集：希腊人（拜占庭人）的黄金、精美的服饰、红酒与各种各样的水果，捷克人与马扎尔人的白银与骏马，罗斯的毛皮、蜂蜡、蜂蜜与奴隶。”见于《往年纪事》, Stephenson 2000，第49頁
28. ↑  Whittow 1996，第260頁
29. ↑  Whittow 1996，第260, 294–295頁
30. 1 2  Fine 1991，第182–183頁
31. 1 2  Stephenson 2000，第49頁
32. ↑  Whittow 1996，第260–261頁
33. ↑  Fine 1991，第183–184頁
34. ↑  Stephenson 2000，第49–51頁
35. ↑  Fine 1991，第184–185頁
36. ↑  Fine 1991，第185–186頁
37. 1 2 3  Stephenson 2000，第51頁
38. 1 2  Obolensky 1971，第129頁
39. ↑  Whittow 1996，第261, 295頁
40. ↑  Haldon 2001，第97–98頁
41. 1 2  Whittow 1996，第295頁
42. 1 2 3  Fine 1991，第186頁
43. ↑  Haldon 2001，第98頁
44. ↑  Haldon 2001，第98–99頁
45. 1 2 3  Haldon 2001，第99頁
46. ↑  Stephenson 2000，第51–52頁
47. ↑  Talbot & Sullivan 2005，第181, 189, 193頁
48. 1 2  Stephenson 2000，第52頁
49. 1 2  Treadgold 1997，第509頁
50. ↑  Haldon 2001，第99–100頁
51. ↑  Haldon 2001，第100–104頁
52. ↑  Haldon 2001，第104頁
53. ↑  Stephenson 2000，第53頁
54. 1 2  Whittow 1996，第296頁
55. ↑  Stephenson 2000，第54頁
56. ↑  Treadgold 1997，第509–510頁
57. ↑  Stephenson 2000，第52–53頁
58. ↑  Fine 1991，第187–188頁
59. ↑  Fine 1991，第188頁
60. ↑  Obolensky 1971，第130–131頁
61. 1 2  Whittow 1996，第297頁
62. ↑  Stephenson 2000，第58–75頁
63. ↑  Obolensky 1971，第131–133頁
64. ↑  Obolensky 1971，第131頁